# 浔中镇
浔中镇，是中华人民共和国福建省泉州市德化县下辖的一个乡镇级行政单位。

## 行政区划
浔中镇下辖以下地区：
凤池社区、富东社区、浔中村、乐陶村、后所村、凤洋村、龙翰村、石鼓村、仙境村、祖厝村、石山村、蒲坂村和世科村。